# Олена Марія де Шаппотен
Олена Марія де Шаппотен (фр. Hélène Marie Philippine de Chappotin de Neuville, чернече ім'я - Марія страждань Господніх) - блаженна Римо-Католицької Церкви, черниця, засновниця жіночої чернечої конгрегації «Францисканки Місіонерки Марії».

## Життєпис
Народилася 21 травня 1839 в аристократичній родині.
У 1860 вступила до монастиря кларисок у місті Нант, Франція, проте через хворобу була змушена покинути монастир.
У 1864 вступила до жіночої чернечої конгрегації «Сестри Марії Винагородниці», де прийняла чернече ім'я Марія Мук Господніх.
У 1865, ще перебуваючи в новіціяті, послана на місію до Індії. Після ухвалення чернечих обітниць була послана до монастиря, що знаходиться в місті Тутікорін, Індія.
У 1875 прибула до міста Оотакомунд, щоб заснувати там новий монастир. Згідно зі Статутом чернечої конгрегації черниці мали вести споглядальний спосіб життя, але, перебуваючи на місії в Індії, вони були змушені займатися різноманітною діяльністю, що не відповідало їхньому духовному покликанню. Вирішила заснувати нову жіночу конгрегацію, яка відповідала б запитам черниць вести активніше життя, поєднуючи у своєму духовному житті споглядальну молитву та соціальну діяльність.
У 1876 під керівництвом місцевого єпископа створила конгрегацію «Сестри Місіонерки Марії».
21 листопада 1876 разом із трьома сестрами вирушила з Індії до Італії, до Риму, щоб просити римського папу Пія IX визнати нову жіночу чернечу конгрегацію.
6 січня 1877 римський папа благословив її починання, давши їй настанову написати новий Статут на основі третього францисканського ордена і наказавши змінити стару назву конгрегації на нову. Таким чином, створена конгрегація прийняла назву «Сестри Францисканки Місіонерки Марії».
Померла 15 листопада 1904 в Санремо, Італія.

## Уславлення
20 жовтня 2002 зарахована до лику блаженних римським папою Іваном Павлом II.
День пам'яті в Католицькій церкві - 15 листопада.